# Ermita de Santa Waldesca (Useras)
La ermita de Santa Waldesca o Ubaldesca se encuentra en la calle de su mismo nombre del núcleo poblacional de Les Useres, entre edificios de construcción moderna. Presenta catalogación genérica como Bien de Relevancia Local según la Disposición Adicional Quinta de la Ley 5/2007, de 9 de febrero, de la Generalitat, de modificación de la Ley 4/1998, de 11 de junio, del Patrimonio Cultural Valenciano (DOCV Núm. 5.449 / 13/02/2007).

## Descripción histórico-artística
La ermita se construyó durante el siglo XVII, siendo reformada en diversas ocasiones a partir de ese momento.
La ermita dedicada a esta Santa es única en tierras valencianas, ya que otra ermita del siglo XV, dedicada a esta advocación, que existió en las cercanías de San Mateo ya ha desaparecido. La advocación, de origen italiano, puede que se extendiera por estas tierras por la relación comercial (comercio de lanas) que la zona del Maestrazgo tuvo con la Toscana en época medieval, que pudo hacer que llegara a Useras una reliquia de la Santa (un trozo de costilla), que motivara la construcción de una ermita para guardar en ella la mencionada reliquia. La cofradía de la Santa se fundó en 1789.
Externamente se trata una construcción de reducidas dimensiones, encalada y de gran sencillez, con escasos adornos, los cuales quedarían reducidos a un pequeño zócalo con el nombre de la ermita que se ubica sobre el arco rebajado de la entrada, la cual se halla desplazada hacia la izquierda. Presenta como remate una pequeña espadaña con una sola campana que fue fundida en 1750.
Respecto al interior presenta una decoración basada en pinturas representativas de la vida de la santa que datan de 1934, obra de un pintor aficionado conocido en la zona como Joan, el Mut.
La festividad de la santa se celebra el 28 de mayo, realizándose durante la misma diversos actos, tanto religiosos como laicos, entre los que destacan la misa solemne, la procesión de la imagen, así como los bailes populares frente a la ermita, las comidas, etc.